# Князь-Владимирский собор (Санкт-Петербург)
Князь-Влади́мирский собо́р (собор Святого равноапостольного князя Владимира) — приходской православный храм в Санкт-Петербурге. Относится к Петроградскому благочинию Санкт-Петербургской епархии Русской православной церкви. В 1845—1917 годах был капитульным храмом ордена Святого Владимира, в 1938—1941 годах — кафедральным собором Ленинградской епархии.
Главный престол храма был освящен 1 октября 1789 года во имя равноапостольного князя Владимира.

## История

### Первые храмы
Первая деревянная церковь Святого Николая на этом месте была построена в 1708 году. Затем в 1713—1719 годах здесь строилась мазанковая Успенская церковь. Эта церковь имела три престола: центральный Успенский и боковые Никольский и Предтеченский. Службы в Никольском и Предтеченском приделах начались в 1717 году. Успенский придел был освящён 5 апреля 1719 года. По царскому повелению церковь получила статус собора.
В 1740 году рядом с Успенским собором по указу императрицы Анны Иоанновны был заложен одноглавый каменный храм (архитекторы Михаил Земцов и Пьетро Трезини). Здание вывели под своды, но при восшествии на престол Елизаветы Петровны в 1742 году строительство было заморожено.

### Строительство каменного собора
В 1765 году архитектором Антонио Ринальди был разработан новый проект уже пятиглавого собора с трёхъярусной колокольней. Перестройка храма велась в 1766—1773 годах.
В 1772 году разразился пожар, уничтоживший деревянный Успенский собор и повредивший ещё недостроенный каменный.
8 сентября 1772 года освятили Успенский придел. На этом в строительстве собора опять наступил перерыв, и только в 1783 году оно вновь возобновилось под руководством архитектора Ивана Старова, который внёс изменения в оформление фасадов. 1 октября 1789 года новый собор освятили в честь святого князя Владимира.
Храм — памятник архитектуры в стиле, переходном от барокко к классицизму. Главный объём собора увенчан мощным пятиглавием, интерьер разделен пилонами на три нефа, стены расчленены пилястрами дорического ордера.

### 1790—1917 годы
В 1823 году устроены хоры и переделан в ампирном стиле иконостас.
С 1845 году собор стал капитульным храмом ордена Святого Владимира.
В 1859—1866 годах боковые Успенский и Никольский приделы перенесены в боковые нефы. Успенский занял место справа, а Никольский — слева от главного алтаря.
В 1872—1873 годах архитектором Н. Ф. Брюлловым построена ограда с двумя часовнями.
В 1882—1886 годах на пожертвования прихожан была по проекту архитектора Н. Н. Ковригина построена часовня святого Александра Невского на углу Большого проспекта Петроградской стороны. Часовня была освящена 2 июня 1886 года.

### После 1917 года
С июля 1922 по август 1923 года собор был обновленческим, затем до 14 июня 1927 года принадлежал группе «Живая церковь», будучи возглавляемым протопресвитером Владимиром Красницким.
С 8 ноября 1926 года по 21 ноября 1927 года собор был временно закрыт; затем передан в пользование общине Патриаршей Церкви.
С 1938 по 1941 год — кафедральный собор, резиденция митрополита Ленинградского Алексия (Симанского).
В 1940—2001 годах здесь находилась икона Казанской Божией Матери (ныне возвращена в Казанский собор).
В 1989 году была выбита юбилейная медаль в честь 200-летия собора.
В 2015 году состоялась реставрация крыши, куполов и фасадов собора, приуроченная к 1000-летию со дня кончины святого равноапостольного великого князя Владимира. Она была проведена по программе Комитета по государственному контролю, использованию и охране памятников истории и культуры Санкт-Петербурга за счёт средств городского бюджета. В ходе работ впервые с постройки собора была проведена реставрация крестов собора, изготовленных в 1766 году по проекту архитектора Антонио Ринальди. На 2016 год запланированы работы по реставрации фасадов внутренней части колокольни, крылец и ограды сада.

## Настоятели
| Настоятели                             | Настоятели                                                     |
| Даты                                   | Настоятель                                                     |
| -------------------------------------- | -------------------------------------------------------------- |
| … — …                                  | …                                                              |
| 1717—1721                              | священник Иоанн Максимов                                       |
| 1722 — …                               | протоиерей Симеон Ярмерковский                                 |
| 1725—1730                              | священник Михаил Иванов                                        |
| 1730—1739                              | священник Петр Федотов                                         |
| 1740—1745                              | протоиерей Тимофей Семенов                                     |
| 1745—1778                              | протоиерей Иаков Борисов                                       |
| 1779—1786                              | протоиерей Емеллиан Пименович Черенцовский                     |
| 1787                                   | священник Матфий Иванов                                        |
| 1787 — 1 (12) марта 1793               | священник Тимофей Автономов (…—1793)                           |
| 1793—1796                              | священник Василий Третьяков                                    |
| 1796 — 20 апреля (2 мая) 1824          | протоиерей Михаил Борисович Каменский (…—1824)                 |
| 1824 — 2 (15) декабря 1856             | протоиерей Николай Макаров (…—1856)                            |
| 1857—1858                              | протоиерей Константин Тимофеевич Никольский (1824—1910)        |
| 1858—1859                              | священник Николай Черновский                                   |
| 1859—1862                              | священник Александр Петрович Соколов                           |
| 1862—1868                              | протоиерей Владимир Петрович Полянский (1810—1869)             |
| 1868—1869                              | иерей Павел Николаевский                                       |
| 1869 — 4 (16) марта 1886               | протоиерей Алексий Антонович Светлов (1829—1886)               |
| 3 (15) апреля 1886 — 1887              | протоиерей Евфимий Петрович Голинский (1827—1906)              |
| 1887—1911                              | протоиерей Василий Иванович Полетаев                           |
| 1911—1912                              | протоиерей Никанор Михайлович Темномеров (1862—1912)           |
| 1912—1919                              | протоиерей Леонид Константинович Богоявленский (1872—1937)     |
| август 1919 — май 1922                 | протоиерей Михаил Фёдорович Союзов                             |
| 1922—1926                              | протопресвитер Владимир Дмитриевич Красницкий (обновленец)     |
| ноябрь 1927 — арестован 9 августа 1930 | протоиерей Павел Иоаннович Виноградов (1874 — расстрелян 1938) |
| 1930 — арестован 17 февраля 1932       | протоиерей Александр Васильевич Медведский (1890—1973)         |
| 1 марта 1932 — 14 ноября 1936          | протоиерей Лев Александрович Муллер (1887—1952)                |
| ноябрь 1936 — 4 марта 1937             | архиепископ Николай (Ярушевич) (1891/1892—1961)                |
| март — арестован 27 августа 1937       | епископ Тихон (Рождественский) (1881—1937)                     |
| ноябрь 1937 — 4 марта 1938             | протоиерей Лев Александрович Муллер (1887—1952)                |
| март 1938 — 19 мая 1939                | протоиерей Павел Петрович Тарасов (1899—1971)                  |
| май 1939 — 17 февраля 1941             | протоиерей Владимир Александрович Румянцев (1877—1947)         |
| февраль 1941 — 3 февраля 1942          | протоиерей Михаил Владимирович Славнитский (1888—1985)         |
| февраль — 1 июля 1942                  | протоиерей Николай Иванович Ломакин (1890—1965)                |
| июль 1942 — 12 января 1944             | протоиерей Павел Петрович Тарасов (1899—1971)                  |
| январь 1944—1945                       | протоиерей Филофей Петрович Поляков (1893—1958)                |
| 1945 — 24 апреля 1947                  | протоиерей Владимир Александрович Румянцев (1877—1947)         |
| 1947—1948                              | епископ Симеон (Бычков) (1882—1952)                            |
| 1948—1949                              | протоиерей Михаил Владимирович Славнитский (1888—1985)         |
| 30 июня 1949 — 23 февраля 1953         | протоиерей Александр Васильевич Медведский (1890—1973)         |
| 23 февраля 1953 — 30 января 1962       | протоиерей Евгений Павлович Лукин (1885—1967)                  |
| 30 января 1962—1967                    | протоиерей Михаил Владимирович Славнитский (1888—1985)         |
| август 1967 — 26 ноября 1969           | протоиерей Евгений Владимирович Амбарцумов (1917—1969)         |
|                                        |                                                                |
| 1973 — 1975                            | протоиерей Павел Григорьевич Красноцветов (1932—2019)          |
|                                        |                                                                |
| 1987-1997                              | протоиерей Павел Григорьевич Красноцветов (1932—2019)          |
| 16 сентября 1997 — 20 мая 2025         | протоиерей Владимир Устинович Сорокин (1939—2025)              |
| 20 мая 2025 — по настоящее время       | протоиерей Илия Владимирович Макаров (1976 —)                  |

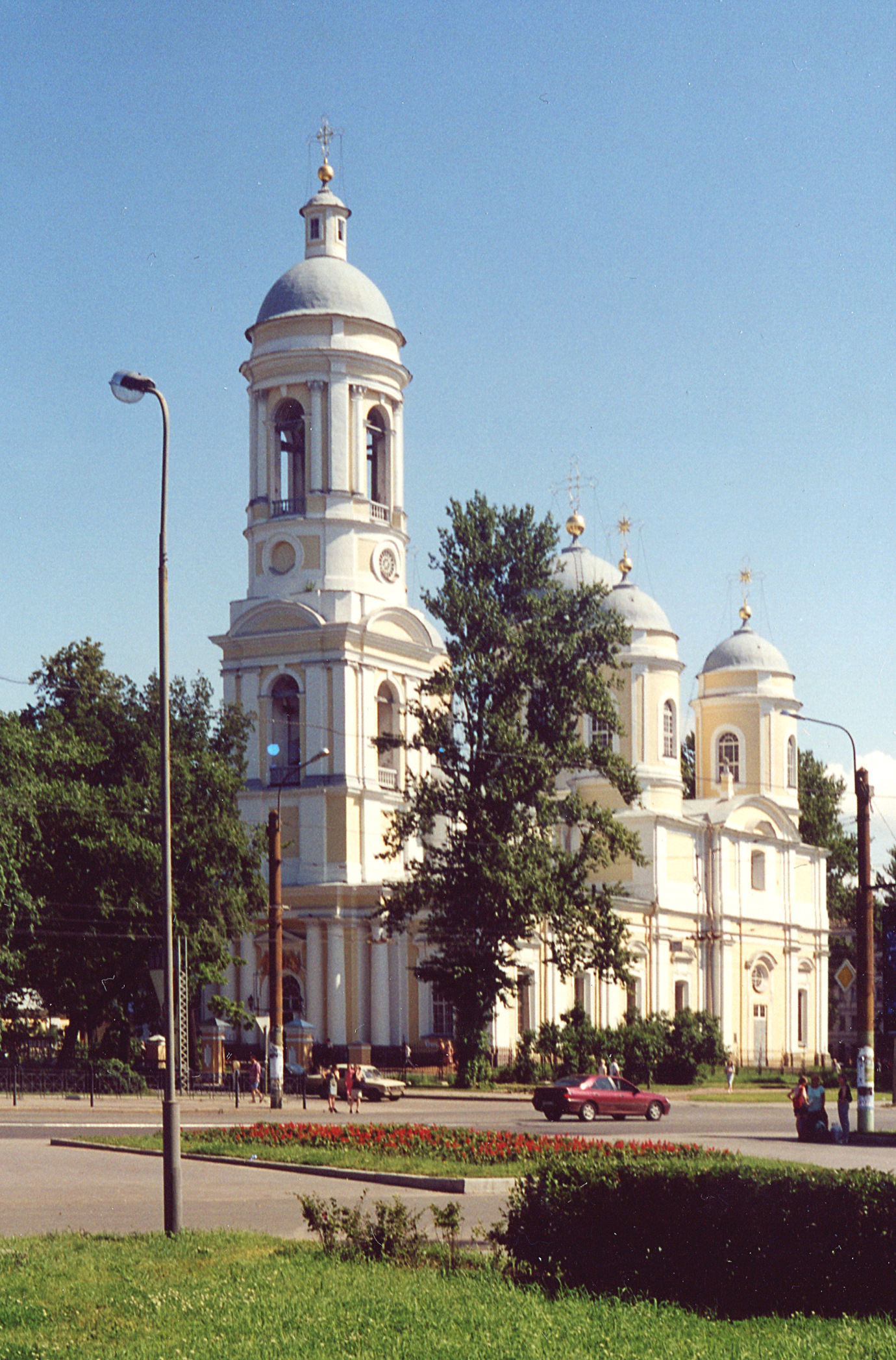
Вид на собор с северо-запада
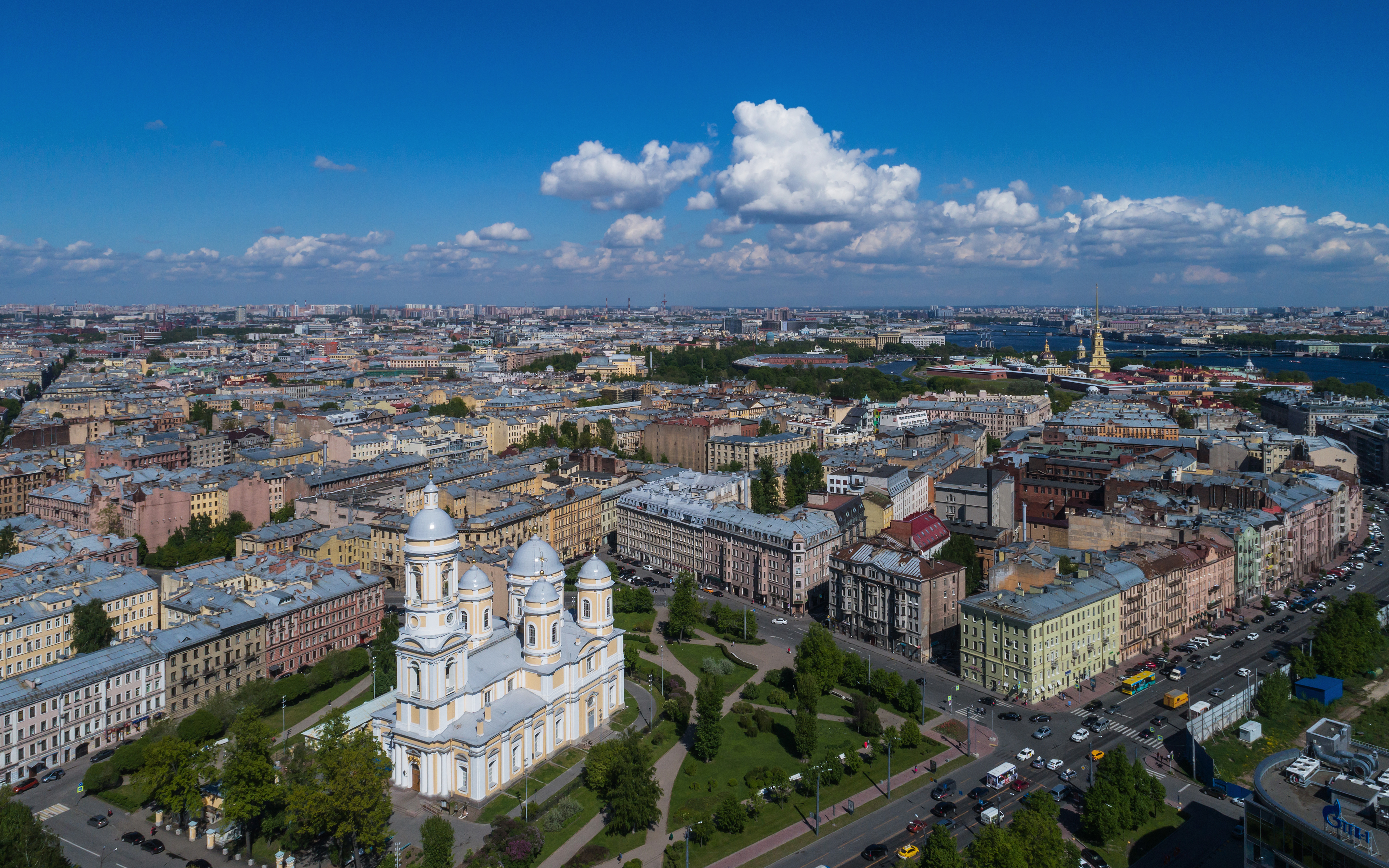
Аэрофотосъёмка собора и проспекта Добролюбова
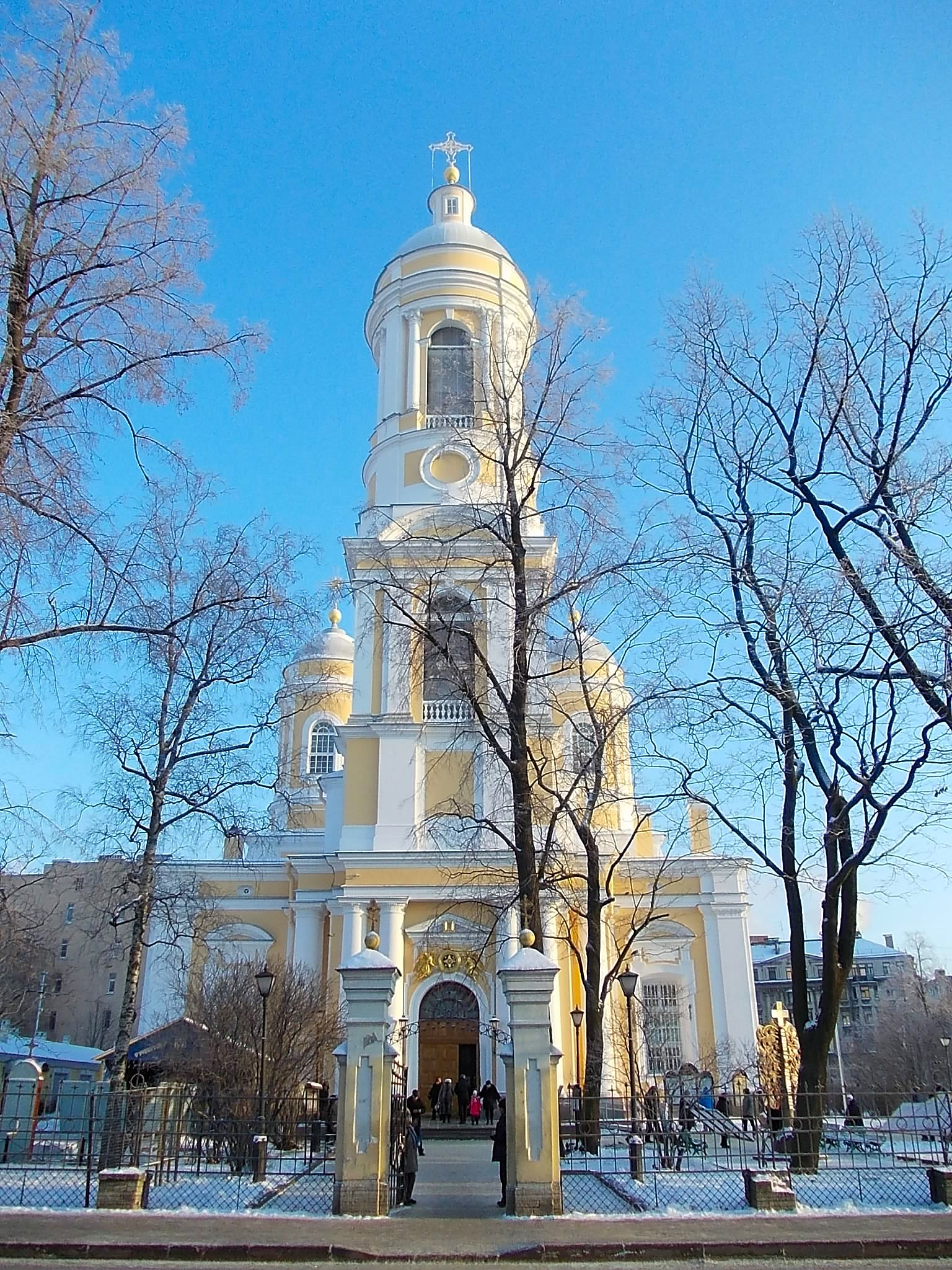
Колокольня в Рождество 2016 года
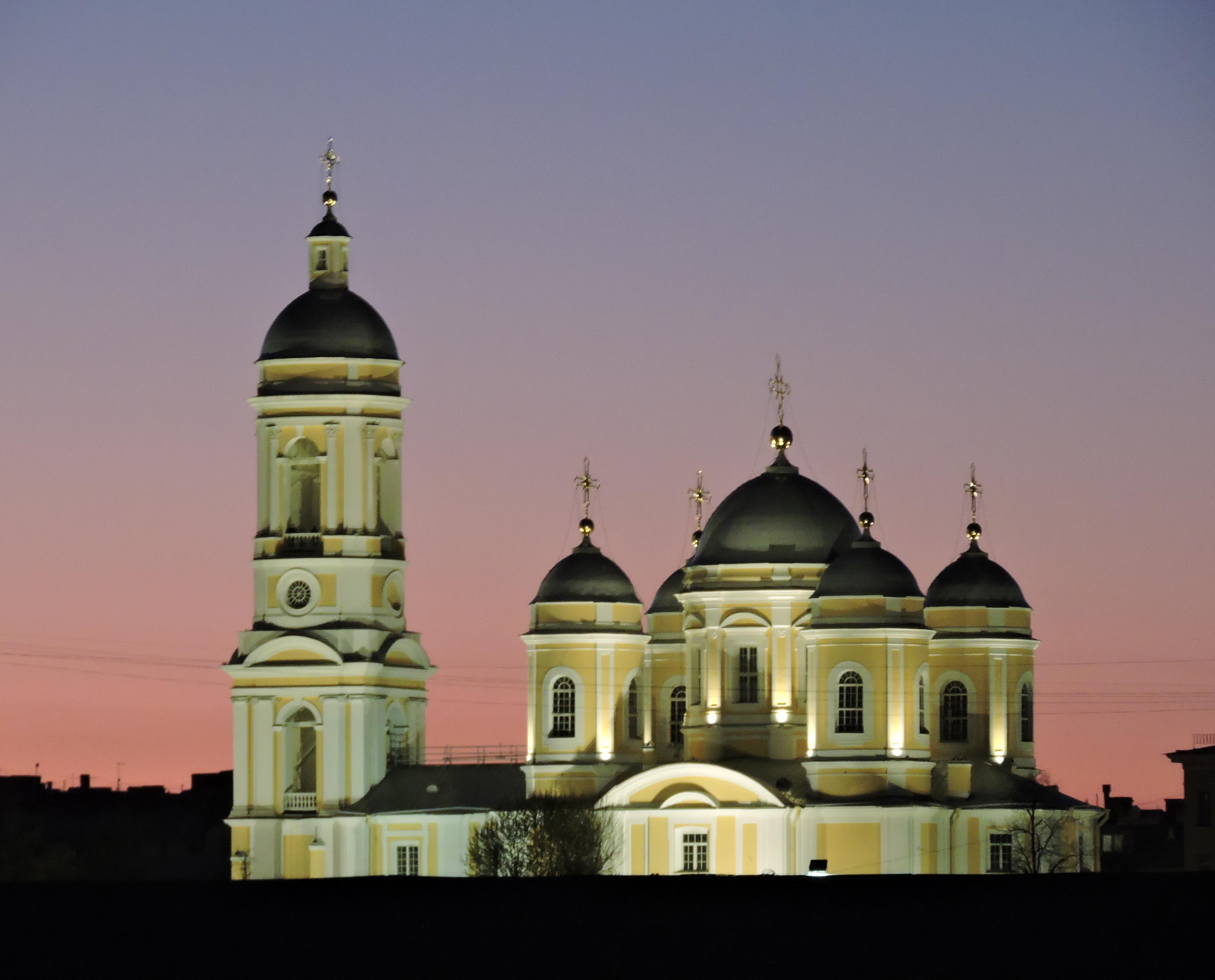
Вечерний вид храма с набережной Макарова
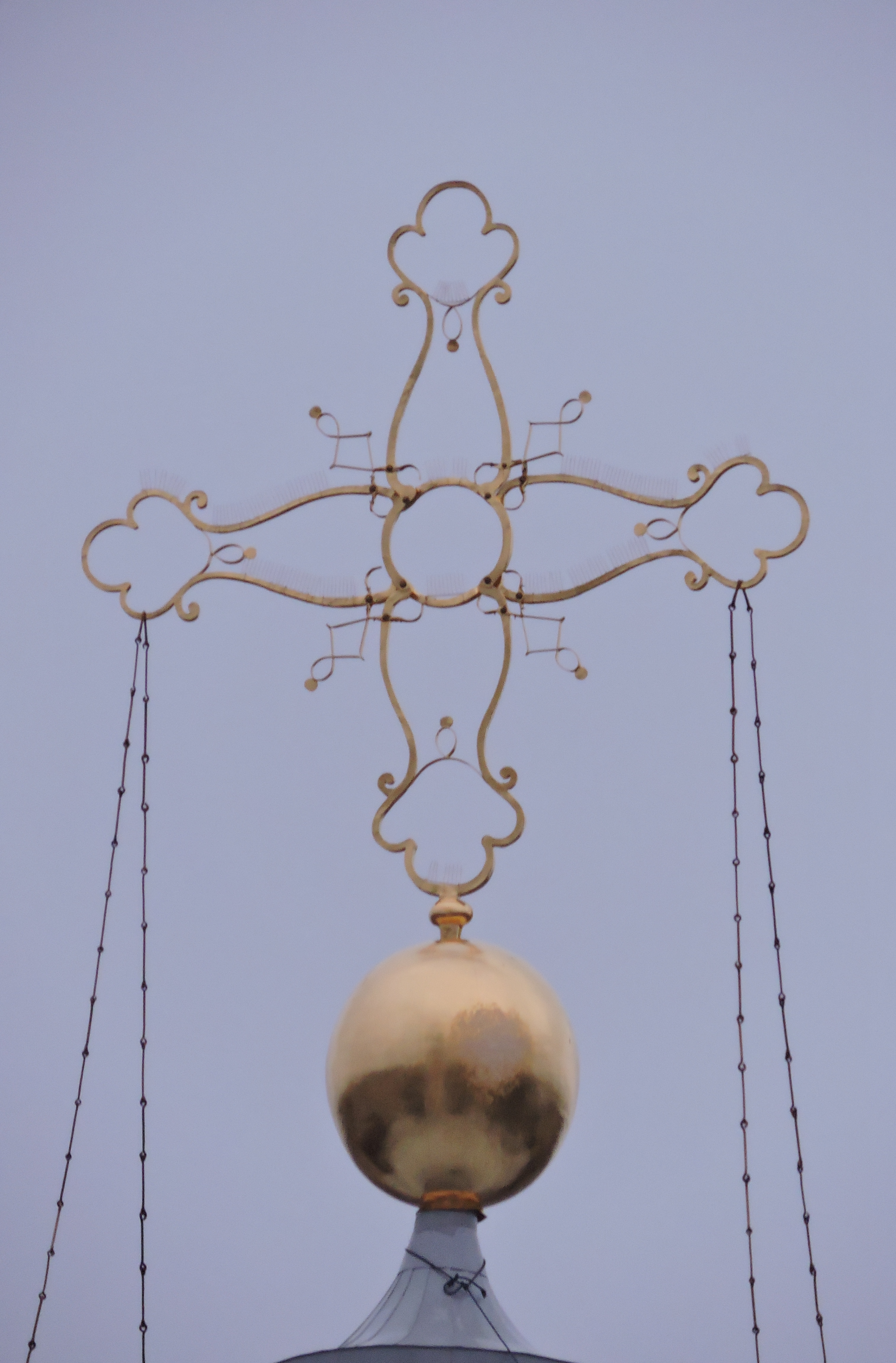
Крест, венчающий центральный купол собора
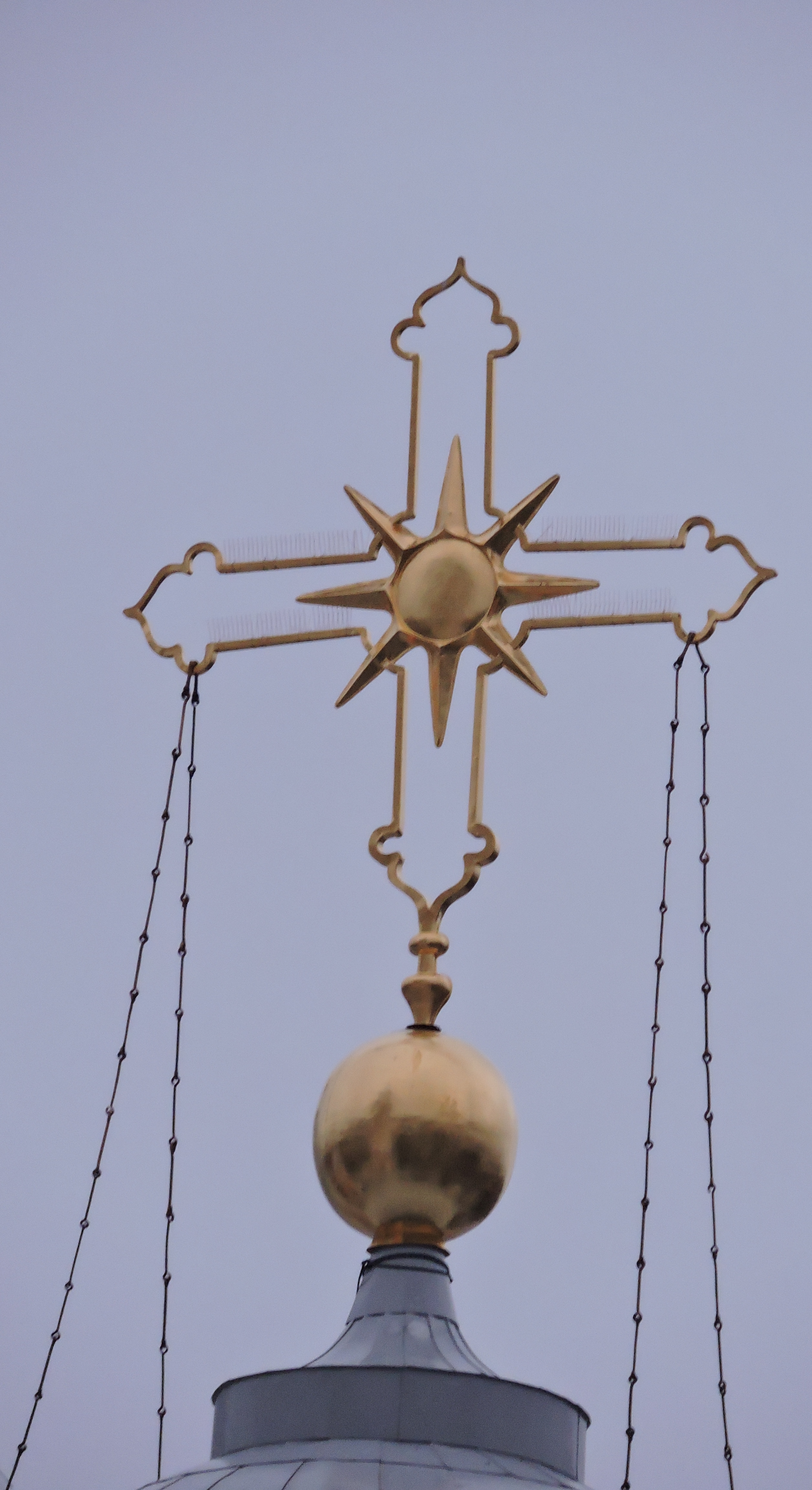
Четыре таких креста венчают боковые купола собора
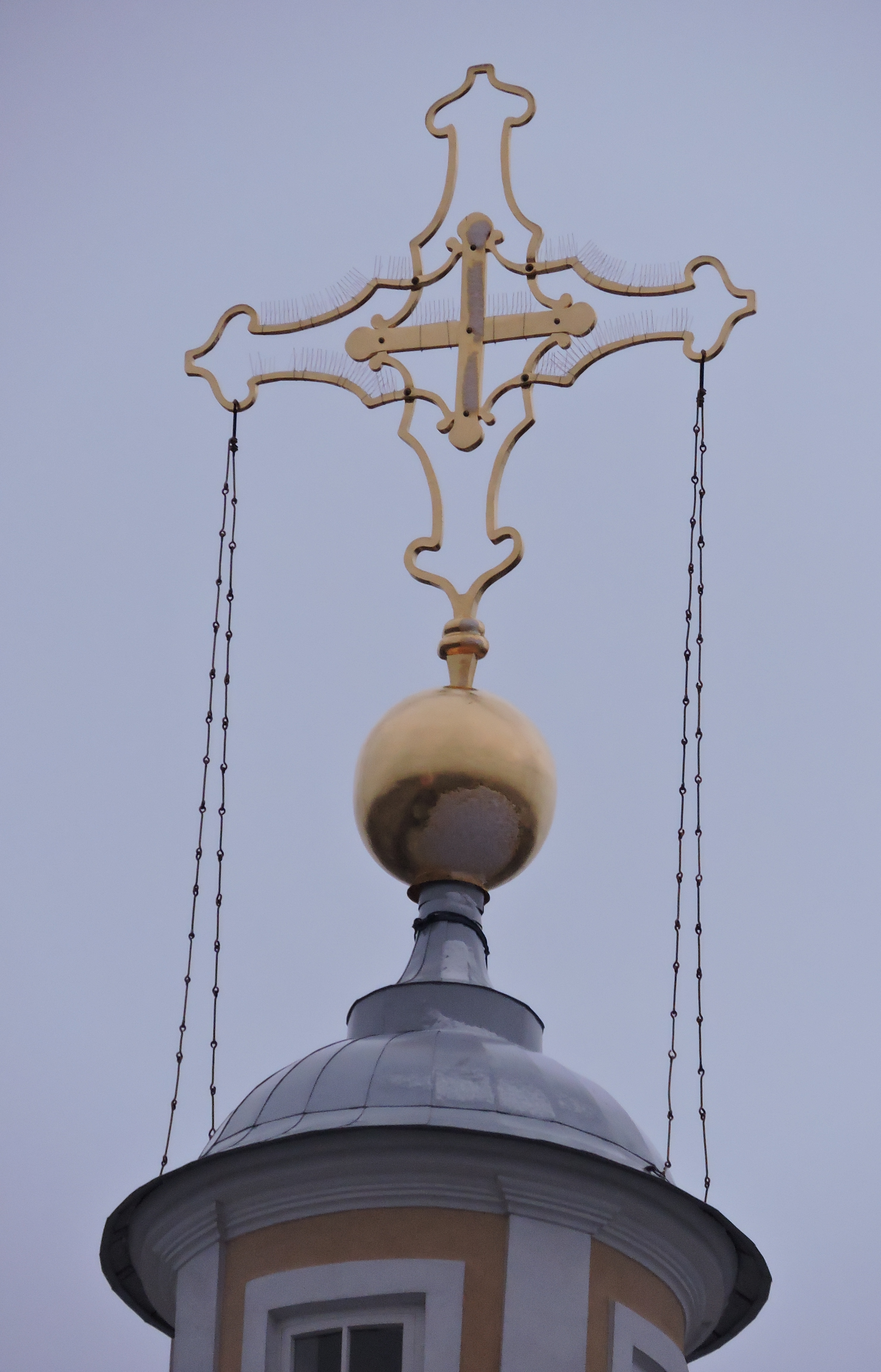
Крест, венчающий колокольню собора
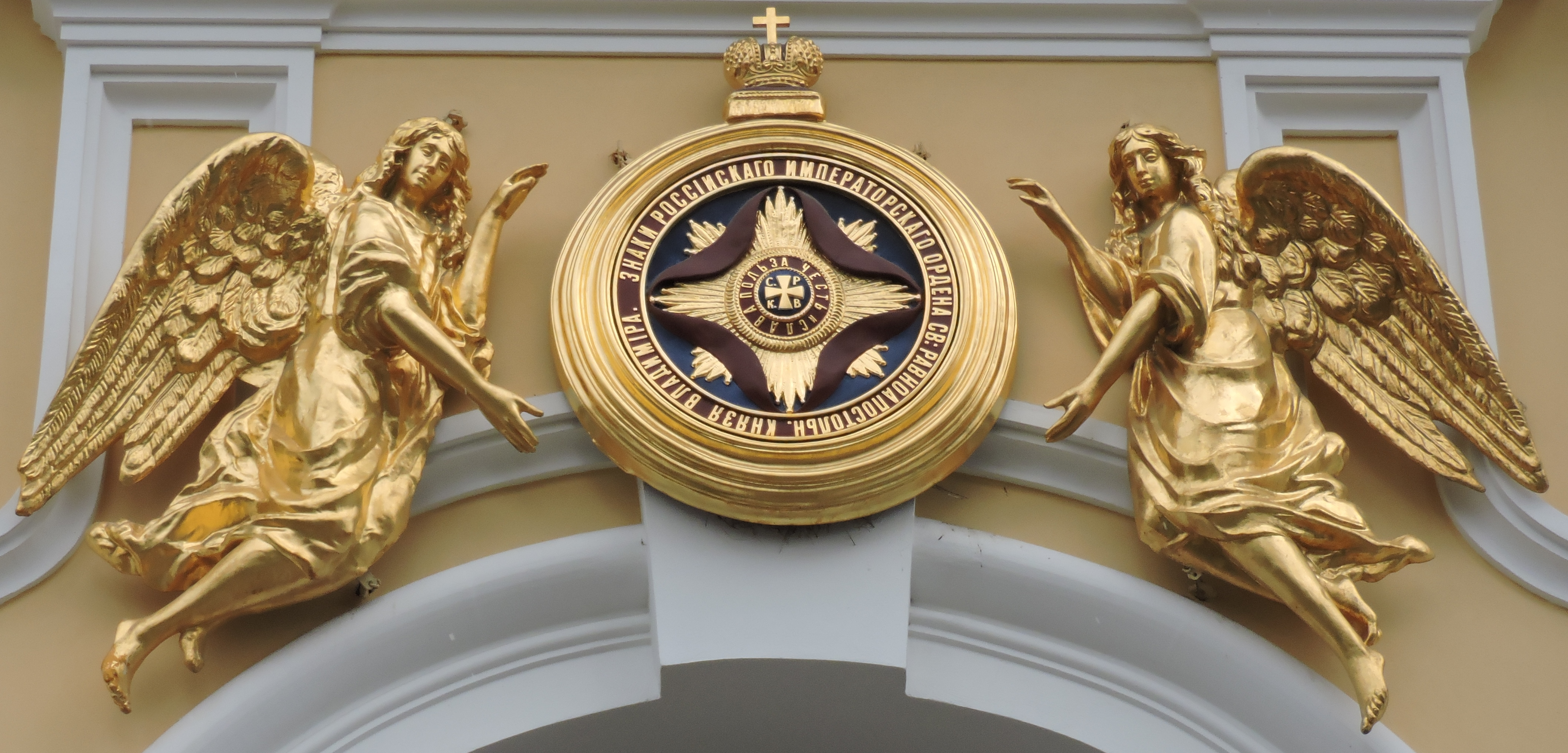
Ангелы над входом в собор